# یواس‌اس استل (اس‌پی-۷۴۷)
یواس‌اس استل (اس‌پی-۷۴۷) (به انگلیسی: USS Estelle (SP-747)) یک کشتی بود.